# 15歳のエチュード
『15歳のエチュード』（じゅうごさいのエチュード）は、八木ちあきによる日本の漫画作品、およびそれを表題作とした漫画短編集。『なかよし』（講談社）やその増刊号などに掲載された読み切りを収録。

## 収録作品
- 15歳のエチュード（『なかよし』1985年3月号掲載） - 表題作。
- SOS!シンデレラ☆ボーイ（『なかよし』1985年1月号掲載）
- ちょっとトラブル☆サマー
- おいてきぼりの放課後（『なかよしデラックス』1984年4月号掲載）
- ときめきフライデー

## 書誌情報
- 八木ちあき『15歳のエチュード』講談社〈講談社コミックスなかよし〉、全1巻、1985年7月6日発行[1]、ISBN 4-06-178506-0